# 普雷斯頓 (密西西比州)
普雷斯頓（英語：Preston），又名普萊森特斯普林斯（Pleasant Springs），是位於美國密西西比州肯珀縣的非建制地區。

## 地理
普雷斯頓所處的海拔為高於海平面165米（即541英呎），而該地所採用的時區為UTC-6，即北美中部時區（CST）。同時該地設有夏令時間，為UTC-6調快一小時，即UTC-5（CDT）。